# 아빠타
《아빠타》는 매주 수요일 저녁 7시 50분부터 8시 40분까지 EBS 1TV에서 방송되는 어린이 프로그램이다.